# Cololejeunea caihuaella
Cololejeunea caihuaella là một loài Rêu trong họ Lejeuneaceae. Loài này được But & P.C. Wu mô tả khoa học đầu tiên năm 2009.